# Kendem jezik
Kendem jezik (ISO 639-3: kvm; isto i bokwa-kendem), jezik kojim govori oko 1 500 ljudi (2001 SIL) istočno od grada Mamfe, u selima Kendem, Kekpoti i Bokwa, provincija Southwest. Sela Kendem i Bokwa nalaze se uz cestu Mamfe-Bamenda, dok je Kekpoti od njih odvojen selom Mbeme u kojem živi narod Moghamo s kojim se često i žene. Tijekom kišne sezone od ostalih kendemskih sela također je odsječen visokim vodostajem. Postoje razlike u diajalektu kod stanovnika sela kekpoti i ostala dva sela.
Jezik kendem pripada južnobantoidnoj podskupini mamfe, nigersko-kongoanska porodica. Narod u selu kendem sebe zovu Myugundem, a svoj jezik kendem, dok oni iz sela Kekpoti, svoj jezik zovu kekpoti.

## Vanjske poveznice
- Ethnologue (14th)
- Ethnologue (15th)
- The Kendem Language